# Poncarale (famiglia)
I Poncarale o Poncarali furono una famiglia nobile bresciana originatasi nel Medioevo.
Presero il nome dalla località di Poncarale, poco a sud di Brescia, terreno in origine loro concesso in dotazione dal vescovo di Brescia. Furono guelfi ed ebbero stretti rapporti con il presule bresciano e con la Badia leonense.
Il loro stemma è così descritto: d'azzurro, all'aquila di nero, accompagnata da sei stelle d'argento, tre in capo e tre in punta, ordinate in fascia.

## Storia

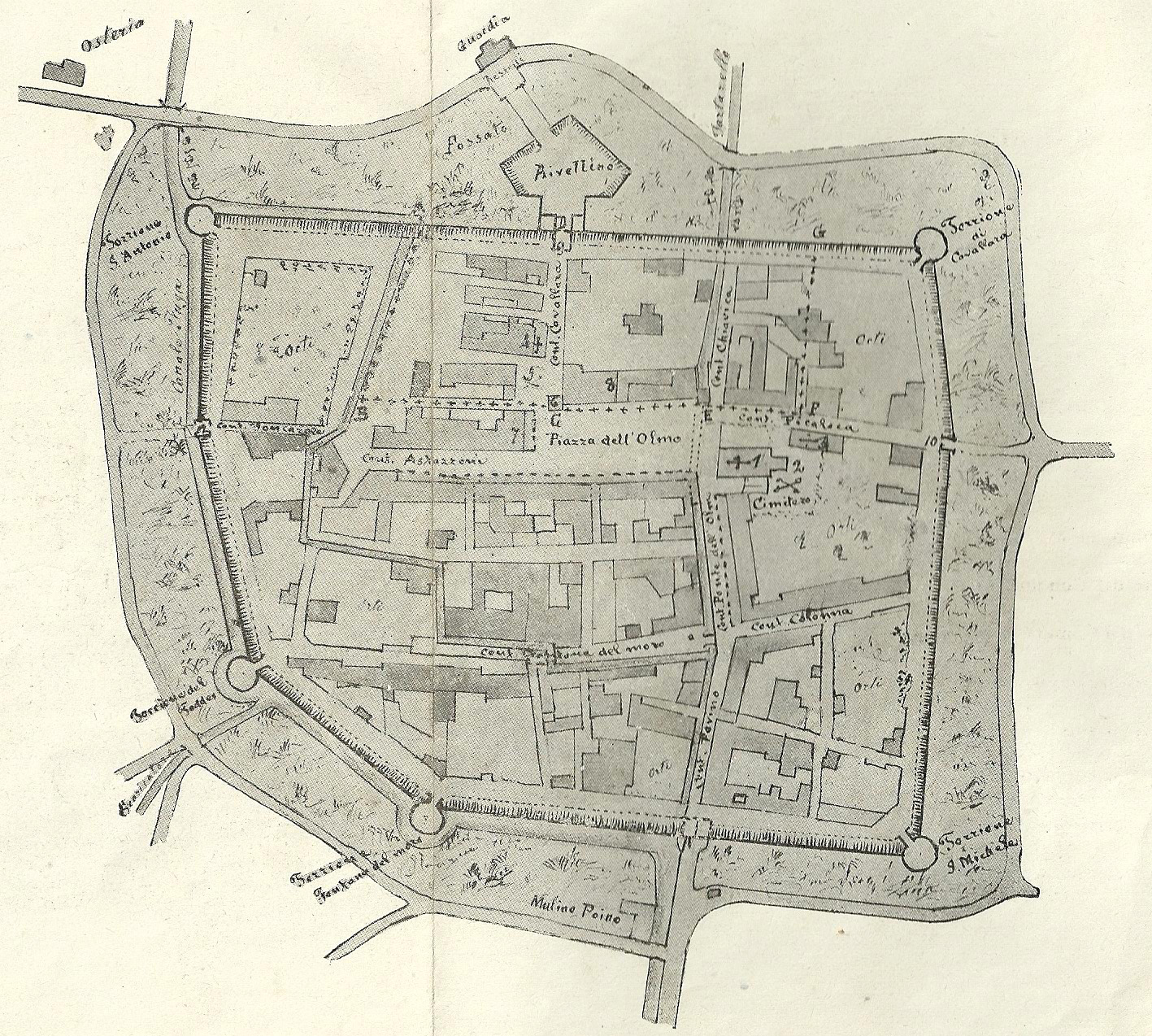
La città fortezza di Castel Goffredo all'inizio del Cinquecento. Il Torrione ed il borgo Poncarali erano situati nella parte ovest del paese.

Le origini della famiglia, come attestano alcuni documenti, risalgono al X secolo con Uvidone Poncarali.
Varie fonti offrono nomi e notizie sparse sui componenti di questa famiglia, i quali dopo il Mille vivevano parte in Brescia e parte nel castello di Poncarale, poco fuori del suburbio cittadino meridionale. I Poncarali ebbero rapporti feudali col vescovato, il capitolo e i principali monasteri bresciani, e costituirono una delle più potenti casate bresciane del Medioevo.
I loro feudi di Poncarale, Calvagese della Riviera e Carpenedolo sono già segnalati come appartenenti ad Ugo Poncarali dalla fine del XII secolo.
La famiglia godette di una posizione di rilievo nella Brescia comunale del Medioevo: Teobaldo, Giroldo, Giacomo e Florino furono membri del consiglio di Brescia nel XIII secolo e sottoscrissero molti trattati e accordi tra il comune bresciano e le città confinanti.
Alcuni palazzi di appartenenza ai vari rami di questo casato esistono nella città di Brescia, tra cui la torre, detta dei Poncarali, unita e non collegata ai muri del palazzo Broletto e a questo anteriore, in prospetto al fianco settentrionale del Duomo.
Secondo alcuni, i Poncarale ebbero legami di parentela con i conti rurali bresciani Ugoni-Longhi, ed in particolare con il ramo dei Casalodi. Difatti lo stemma dei Poncarale è stato rinvenuto su di una casa signorile di Casaloldo mentre essi ebbero beni pure a Castel Goffredo, antico possedimento dei conti Longhi. Proprio a Castel Goffredo essi diedero il nome ad un quartiere del borgo e ad un torrione della sua cerchia difensiva: il baluardo Poncarali.

## Alcuni documenti relativi alla famiglia

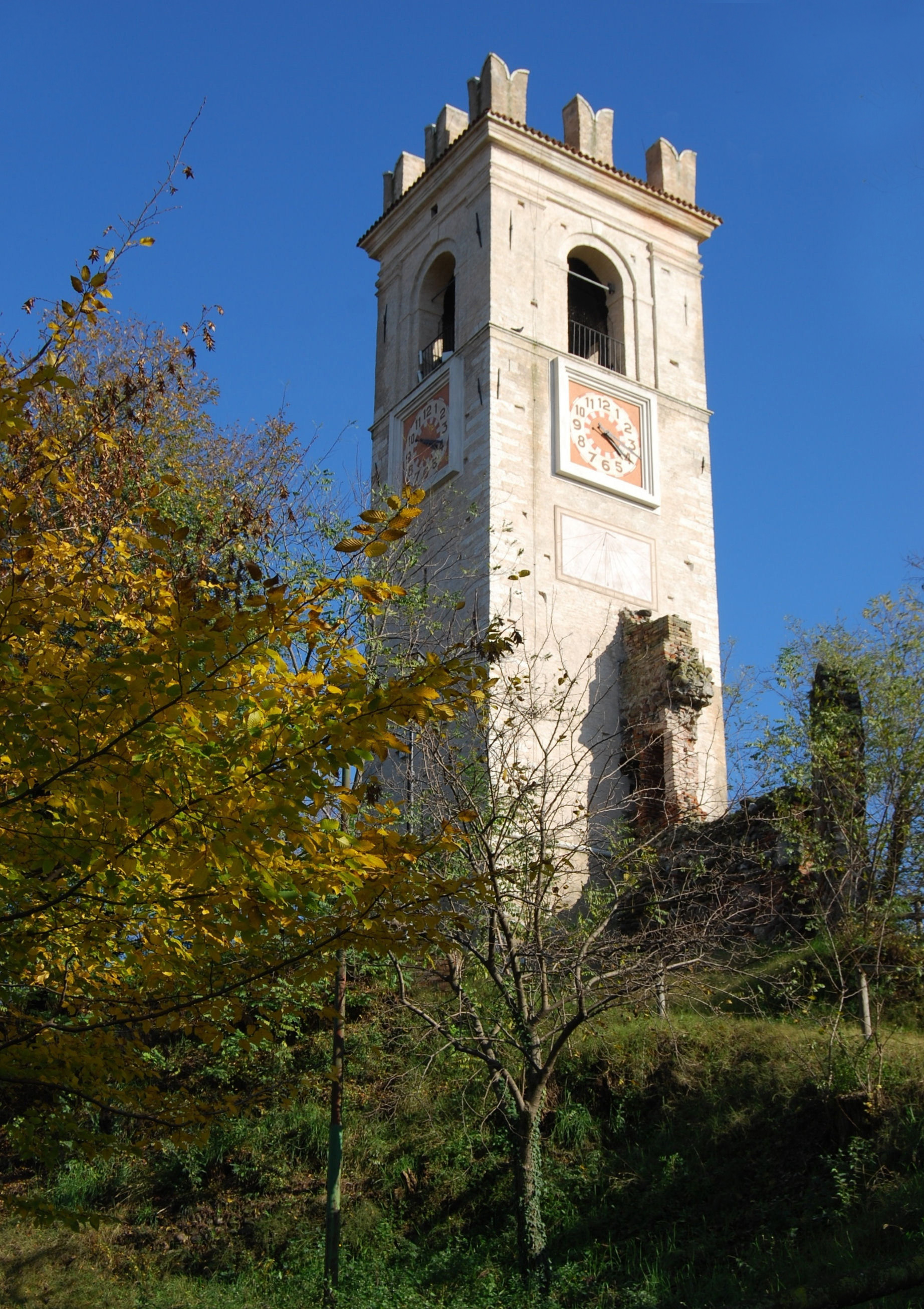
Carpenedolo, la torre vecchia con i resti dell'antico castello appartenuto ai Poncarale

Un Ugone ebbe il castello di Moniga del Garda anteriormente al 1200, un Goizio difese il castello di Montichiari dall'assedio posto dall'imperatore Federico II nel 1237.
Ardizzon Losco Poncarale, fu capitano di Carpenedolo e difensore del suo castello e nel 1239 divenne podestà di Bologna.
Guido Poncarale, figlio di Ardizzone, nel 1267 venne nominato capitano del popolo di Bologna.
Nel 1326 Bresciano Massa di Seniga, stando in Pontevico, ricevette da Giacomo, figlio del fu Fiorino Pocarale, sei lire imperiali per la vendita di terre "sedumate" nel castello di Seniga.
Nello stesso anno, 20 ottobre, il vescovo di Brescia Tiberio investì Giacomino, Guitesto e Mafezolo, fratelli e figli di Fiorino Poncarale, del feudo paterno che la famiglia teneva dall'episcopato di Brescia nella terra di Poncarale, con le decime di Seniga, Comella, Casaloldo e Mazzano.
Nel 1359 il vescovo di Brescia investì Zenoino e Fiorino, fratelli e figli del nobile milite Giacomo Poncarali, Irelino e Guitesto fratelli e figli del fu Maffeo Poncarale.
Un gruppo di nomi appartenenti a questa stessa famiglia sono ricordati inoltre in pergamene vaticane, nel Liber Potheris del comune di Brescia, e in altre fonti, quasi sempre senza l'indicazione patronimica, per cui non è possibile unire questa serie in un albero genealogico. Occuparono comunque posti di responsabilità, come consoli di giustizia a Brescia in varie città di tradizione guelfa, svolsero il ruolo di podestà o di capitani del popolo.
Come già accennato, i Poncarale ebbero rapporti di parentela anche con i conti di Casaloldo: un Antonio Poncarali fu nominato erede nel testamento di Giacomo Casaloldi, uno degli ultimi di questa famiglia, che morì nel 1405 a Castel Goffredo.  Nel 1441 la Repubblica di Venezia stabilì che i cittadini bresciani residenti nella quadra asolana pagassero la tassa ducale ad Asola, fatta eccezione per Antonio Poncarali, che avrebbe continuato a pagarla a Brescia.